# نیکی میناژ
اونیکا تانیا ماراژ-پتی (انگلیسی: Onika Tanya Maraj-Petty؛ زادهٔ ۸ دسامبر ۱۹۸۲) که با نام نیکی میناژ شناخته می‌شود، رپر، خواننده و ترانه‌نویس زادهٔ ترینیداد و توباگو است که در ایالات متحده اقامت دارد. او که برای خود دیگرها و سرعت و لهجه‌هایش در رپ‌خوانی شهرت دارد، نخستین بار با انتشار سه میکس‌تیپ میان سال‌های ۲۰۰۷ تا ۲۰۰۹ در میان مردم شناخته شد. میناژ با انتشار اولین آلبوم استودیویی‌اش جمعه صورتی (۲۰۱۰) که در صدر جدول بیلبورد ۲۰۰ قرار گرفت، به شهرت رسید. پنجمین تک‌آهنگ او «سوپر بیس» در جایگاه سوم جدول بیلبورد هات ۱۰۰ ایالات متحده قرار گرفت؛ «سوپر بیس» اولین ترانه از یک رپر زن از سال ۲۰۰۲ بود که به جایگاه برتر این جدول می‌رسد و دومین ترانه از یک رپر زن تک‌خوان بود که در ایالات متحده گواهی الماس دریافت کرد.
میناژ در دومین آلبومش، جمعۀ صورتی: نسخۀ جدید رومن (۲۰۱۲)، آوای دنس پاپ و پاپ رپ را تجربه کرد؛ این آلبوم در صد جدول فروش برخی از کشورها قرار گرفت. سومین و چهارمین آلبوم استودیویی او، د پینک‌پرینت (۲۰۱۴) و ملکه (۲۰۱۸)، به موضوعات شخصی بیشتری می‌پردازند و میناژ در آن به ریشه‌های سبک هیپ هاپ خود بازگشت. موزیک ویدیوی تک‌آهنگ «آناکوندا» از آلبوم د پینک‌پرینت اولین ویدیو از رپ زن بود که به یک میلیارد بازدید در یوتیوب رسید. در سال ۲۰۲۰، ریمیکس ترانهٔ «بگو خب» از دوجا کت و ترانهٔ «ترولز» از سیکس‌ناین با همکاری میناژ به صدر جدول بیلبورد هات ۱۰۰ رسیدند. او بیست ترانه در ده جایگاه برتر جدول ایالات متحده دارد که بیشترین تعداد برای هر رپر زنی است و یکی از هفت هنرمند زنی است که به این تعداد رسیده‌است. غیر از موسیقی، او صداپیشگی پویانمایی‌های عصر یخبندان: رانش قاره‌ای (۲۰۱۲) و فیلم پرندگان خشمگین ۲ (۲۰۱۹) و همچنین نقش مکمل فیلم‌های زن دیگر (۲۰۱۴) و آرایشگاه: اصلاح بعدی (۲۰۱۶) را بر عهده داشته‌است.
چند رسانه اغلب از میناژ با القاب «ملکهٔ رپ» و «ملکهٔ هیپ هاپ» یاد کرده‌اند. او از سوی ایونینگ استاندارد، نیویورک تایمز و ان‌پی‌آر میوزیک به عنوان یکی از تاثیرگذارترین رپرها نام برده شده‌است. بیش از ۱۰۰ میلیون آثار از میناژ در سراسر جهان به فروش رفته و او را به یکی از پرفروش‌ترین هنرمندان موسیقی تبدیل می‌کند. مجلهٔ بیلبورد او را برترین رپر زن در دههٔ ۲۰۱۰ رتبه‌بندی کرده و نامش را در میان برترین هنرمندان زن قرار داده‌است. او جوایز مختلفی از قبیل هشت جایزهٔ موسیقی آمریکا، پنج جایزهٔ ویدئو موسیقی ام‌تی‌وی، چهار جایزهٔ موسیقی بیلبورد، یک جایزهٔ بریت و سه رکورد رکورد جهانی گینس کسب کرده‌است. در سال ۲۰۱۶ نام او در فهرست مجلهٔ تایم از ۱۰۰ فرد تأثیرگذار جهان قرار داده شد. او با بیش از ۱۷۵ میلیون، یکی از افراد با بیشترین دنبال‌کننده در اینستاگرام است.

## زندگی شخصی و فعالیت‌ها

### کودکی و آغاز فعالیت (۱۹۸۲–۲۰۲۰)
نیکی میناژ با نام اصلی اونیکا تانیا ماراژ در هشتم دسامبر ۱۹۸۲ متولد شد. مادرش «کرول» و پدرش «رابرت ماراژ» نام داشتند. وی دارای سه خواهر و برادر است. مادر میناژ، در شغل‌های مختلفی چون حسابداری، فروشنده ارز و … فعالیت داشته و پدرش نیز در شرکت امریکن اکسپرس مشغول به کار بود. پدر میناژ معتاد به استفاده از الکل و مواد مخدر بود و یک‌بار با به آتش کشیدن خانه قصد کشتن همسرش را نیز داشت. میناژ تا پنج سالگی به همراه مادربزرگش زندگی می‌کرد و هر چند وقت مادرش به وی سر می‌زد تا اینکه چندی بعد به همراه مادرش به محله کوئینز شهر نیویورک نقل مکان کرد.
نیکی میناژ در زمان فارغ‌التحصیلی از دبیرستان علاقه شدیدی به فعالیت در عرصه هنری پیدا کرده بود. قرار بود در ابتدا وی به عنوان بازیگر مشغول فعالیت شود اما موفق نشد نقشی بگیرد. در نهایت پس از این شکست به عنوان پیش‌خدمت رستورانی به نام «رد لابستر» در محله برانکس نیویورک مشغول فعالیت شد. اما دوره کاری وی در این رستوران مدت زیادی طول نکشید و پس از مدت کوتاهی به دلیل بی‌ادبی با مشتریان از رستوران اخراج شد. طبق گفته‌های خود میناژ، وی برای ۱۵ بار دیگر نیز به همین دلیل از مشاغل مختلفی اخراج شد. وی همچنین سابقه کار به عنوان منشی مدیر و مدیر دفتر در یک شرکت در وال‌استریت را نیز دارد.

### نشر آهنگ‌ها و یانگ مانی (۲۰۰۷ – ۲۰۰۹)
نیکی میناژ به شکل مختصر در گروه موسیقی‌ای به نام «فول فورس» فعالیت‌هایی داشته و به عنوان خواننده رپ در این گروه آهنگ‌هایی را اجرا می‌کرده‌است. در سال ۲۰۰۴ بود که این گروه آهنگی برای یکی از ورزشکاران شرکت دابلیو دابلیو ایی به نام ویکتوریا سروده بود. در نهایت میناژ کار با این گروه را بخاطر کم بودن شانس موفقت رها می‌کند و تصمیمی می‌گیرد آهنگ‌های خودش را در صفحه مای‌اسپیس شخصی‌اش آپلود کند. هم‌زمان نیز آهنگ‌ها را برای افراد فعال در عرصه موسیقی نیز ارسال می‌کرد. در این بین بود که مدیر شرکت درتی مانی اینترتینمنت که در زمینه ضبط موسیقی فعال بود، تصمیم به بستن قرارداد با میناژ می‌گیرد و در این راه پیشنهاد تغییر نامش به نیکی ماراژ را می‌دهد. اما در نهایت نام نیکی میناژ را انتخاب، و از این نام در عرصه موسیقی برای خود استفاده کرد.
میناژ اولین مجموعه آهنگش را در همکاری با این شرکت در پنج ژوئیه ۲۰۰۷ و دومین مجموعه‌اش را در ۱۲ آوریل ۲۰۰۸ منتشر کرد. در همین سال بود که لقب هنرمند زن سال را از جوایز موسیقی آندرگراند از آن خود کرد. سومین مجموعه آهنگ میناژ در ۱۸ آوریل ۲۰۰۹ منتشر شد که مورد توجه رسانه‌های فعال موسیقی همچون بت و ام‌تی‌وی قرار گرفت. یکی از آهنگ‌های این مجموعه به نام «دیوونه می‌شم» موفق به کسب رتبه بیستم در لیست «آهنگ‌های رپ داغ بیلبورد» شد که موفقیت بالایی در آن زمان برای میناژ بود.
بعد از آشنایی نیکی میناژ با خواننده مشهور آمریکایی، لیل وین، موفقیت‌های هنری او آغاز شد. در اوت ۲۰۰۹ میناژ با شرکت متعلق به لیل وین، یانگ مانی اینترتینمنت، قرارداد همکاری بست.

### شروع شهرت و جمعه صورتی (۲۰۱۰ – ۲۰۱۱)

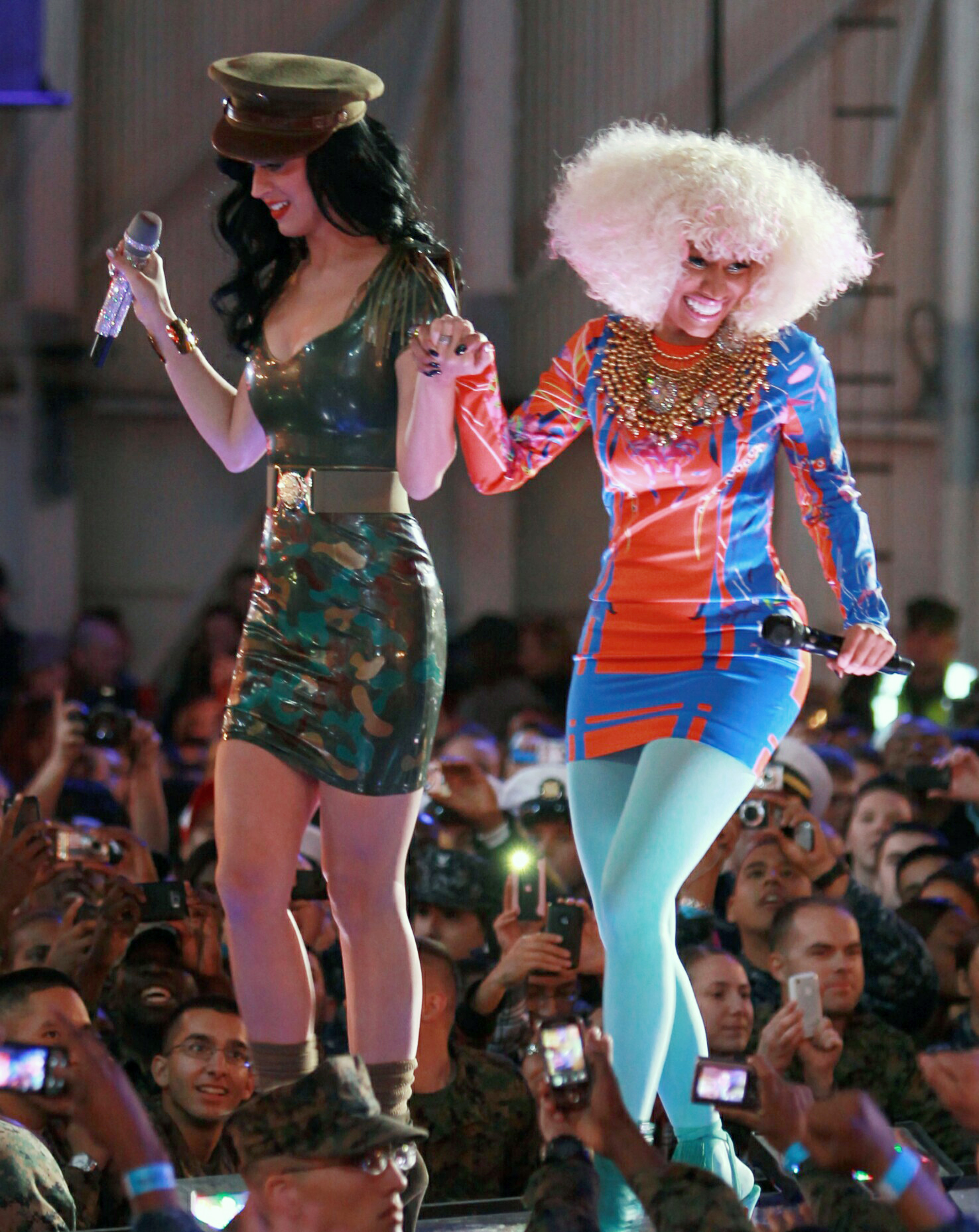
میناژ و کیتی پری در حال اجرای کنسرت 2010 VH1 Divas Salute the Troops در ایستگاه هوایی نیروی دریایی میرامار

در ۲۹ مارس ۲۰۱۰ نیکی میناژ یکی از آهنگ‌های آلبوم آینده‌اش را با نام «هجوم عظیم» منتشر می‌کند. اما بازخورد نامناسب این آهنگ و رتبه پایین آن باعث شد که تصمیم به حذف کردن این آهنگ از آلبوم گرفته شود. در همین بازه زمانی بود که از میناژ برای شرکت در تور موسیقی ریانا دعوت به عمل آمده بود، اما وی به این دلیل که قصد اتمام آلبومش را داشت، این دعوت را رد کرد. «عشق تو» نام آهنگی بود که قرار بود آهنگ اول آلبوم قرار گیرد؛ این آهنگ در هشت ژوئن منتشر شد و موفق به کسب جایگاه چهاردهم در لیست ۱۰۰ آهنگ داغ بیلبورد شد. چندی بعد، در ماه اوت بود که میناژ به شکل رسمی اعلام کرد که قرار است نام آلبوم جدیدش جمعه صورتی باشد که آن را از جمعه سیاه الهام گرفته بود. در ادامه وی دو آهنگ دیگر را از آلبومش منتشر کرد. در اکتبر همین سال بود که میناژ به عنوان تنها هنرمند زن در لیست جذاب‌ترین خوانندگان رپ شبکه ام‌تی‌وی معرفی شد. وی همچنین به عنوان تنها هنرمند زنی شناخته می‌شود که به شکل هم‌زمان دارای هفت آهنگ در لیست ۱۰۰ آهنگ داغ بیلبورد است.

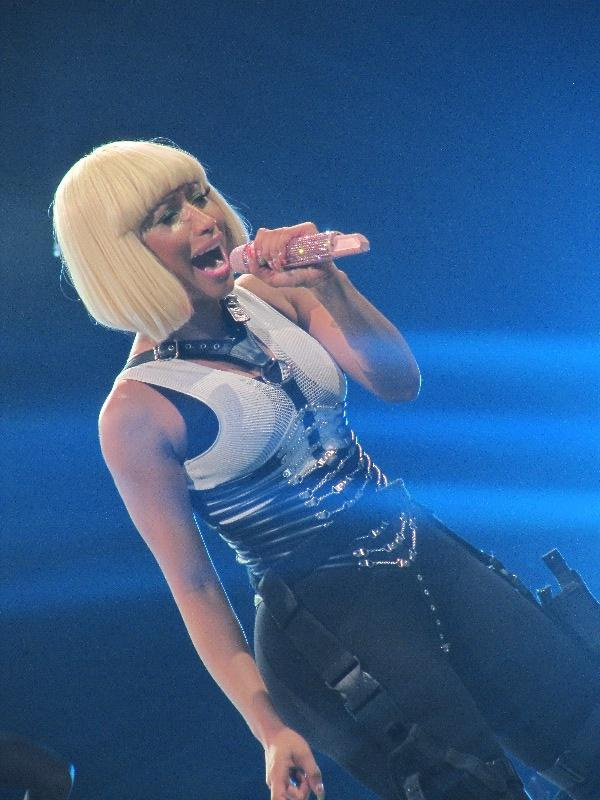
میناژ در حال اجرا در تور زن افسونگر در ۲۰۱۱

آلبوم جمعه صورتی در ۱۹ نوامبر ۲۰۱۰ منتشر شد. این آلبوم مورد توجه مخاطبان قرار گرفت و توانست جایگاه دوم بیلبورد ۲۰۰ را به‌دست آورد. در هفته اول انتشار همچنین موفق به فروش ۳۷۵٫۰۰۰ نسخه‌ای شد. آهنگ برای یک لحظه در زندگی (با همراهی دریک) در هفتم دسامبر به عنوان چهارمین تک‌آهنگ این آلبوم انتشار یافت که در رتبه سیزدهم لیست ۱۰۰ آهنگ داغ بیلبورد قرار گرفت. در قسمت بیست‌ونهم مجموعه پخش زنده شنبه شب، میناژ دو آهنگ خود را اجرا کرد. چندی بعد نیز «سوپر بیس» به عنوان پنجمین تک‌اهنگ آلبوم جمعه صورتی منتشر شد که در جایگاه هفتم لیست ۱۰۰ آهنگ داغ بیلبورد جای گرفت. این آهنگ جزء ۱۰ آهنگ برتر در استرالیا و نیوزلند شده و موفق به فروش بالایی در کشورهای اروپایی شد.
ریمیکس تک آهنگ تا دنیا دنیاست بریتنی اسپیرز، در تاریخ ۲۵ آوریل ۲۰۱۱ به همراهی کشا و میناژ ساخته شد. کشا در مورد این ریمیکس اعلام کرد: من پیشنهاد ریمیکس را از طریق توئیتر به بریتنی دادم و او خوشش آمد و قبول کرد اما ما برای این ریمیکس احتیاج به یک خواننده رپ داشتیم و از آنجایی که می‌خواستیم حتماً خواننده یک زن باشد نیکی میناژ را انتخاب کردیم. در این ریمیکس ابتدا قسمت اول آهنگ توسط بریتنی خوانده می‌شود سپس قسمتی از رپ توسط نیکی میناژ و سپس نیکی می‌گوید: «اول بریتنی خفن خواند. من نیکی میناژ هستم و بعدی کشا است» که کشا قسمتی از ترانه را اجرا می‌کند. بعد از رد کردن تور ریانا، میناژ دعوت بریتنی اسپیرز برای پشتیبانی از هفدهمین آلبوم اسپیرز با نام زن افسونگر را پذیرفت. این تور در ۱۶ ژوئن ۲۰۱۱ آغاز شد و در ۱۰ دسامبر ۲۰۱۱ خاتمه یافت و باعث شد میناژ به شهرت جهانی دست یابد.
میناژ ابتدا در دوم دسامبر ۲۰۱۱ آهنگی با نام رومن در مسکو را منتشر کرد. این آهنگ موفق شد در جایگاه ۶۴ در لیست ۱۰۰ آهنگ داغ بیلبورد جای بگیرد. این عملکرد نامناسب باعث شده رومن در مسکو از آلبوم حذف شده و در نهایت چندی بعد در ماه آوریل ۲۰۱۲، نیکی میناژ موفق به انتشار دومین آلبوم رسمی خودش تحت عنوان جمعه صورتی: نسخه جدید رومن می‌شود.

### بازیگری و جدیدترین آلبوم (۲۰۱۴)
سومین آلبوم نیکی میناژ به اسم اثر انگشت صورتی در سال ۲۰۱۴ عرضه شد که نیکی را تبدیل کرد به تنها رپر زن تاریخ که هر سه آلبومش بیش از پنج میلیون نسخه در جهان فروش می‌رود
آناکوندا نام یکی از آهنگ‌های همین آلبوم است که موفقیت بسیار بالایی را کسب کرده و در لیست ۱۰۰ آهنگ داغ بیلبورد قرار گرفت و رتبه دو این چارت شد و پر بازدیدترین ویدیو سولو رپر زن در تمام تاریخ است.
در عرصه صداگذاری، نیکی میناژ در انیمیشن عصر یخبندان: رانش قاره‌ای فعالیت داشته و در سال ۲۰۱۴ نیز با حضور در فیلم زن دیگر، در کنار بازیگران سرشناس دیگری همچون کامرون دیاز، فعالیت بازیگری خود را نیز آغاز کرد. همچنین در فیلم آرایشگاه: اصلاح بعدی در کنار آیس کیوب ایفای نقش کرد.

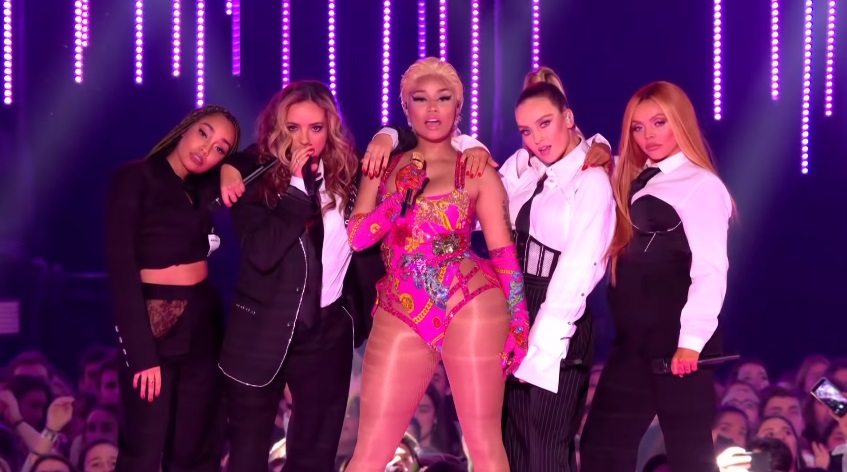
میناژ و گروه لیتل میکس

فیلم زن دیگر اولین فیلمی بود که نیکی میناژ در آن به ایفای نقش پرداخت. فیلم‌برداری این فیلم در بهار ۲۰۱۳ صورت گرفت و فیلم در آوریل ۲۰۱۴ روانه سینماها شد. میناژ در این فیلم نقش شخصیتی را به نام «لیندا»، که دستیار «کارلا» (با نقش‌آفرینی کامرون دیاز) است، ایفا می‌کند.
نیکی میناژ همچنین خبر از انتشار آلبوم جدید خودش به نام رد صورتی را نیز داده و در این خصوص گفته که تمرکزش در این آلبوم بیشتر روی ریشه‌های هیپ‌هاپی خواهد بود. وی طی مصاحبه‌ای با شبکه ام‌تی‌وی اظهار داشت که آلبوم سومش در یک سطح متفاوتی خواهد بود و حرف‌های زیادی در خصوص این آلبوم برای گفتن دارد. وی در این مصاحبه گفت: در خصوص آلبوم جدید بسیار خوشحال هستم. افرادی که در تهیه این آلبوم با من همکاری داشته‌اند همگی افراد جدیدی هستند که سابقه کار با من را ندارند. پس تقریباً این افراد صدایی متفاوت به آلبوم داده‌اند که قبلاً من نیز تجربه آن را نداشتم.
وی در ۴ اوت ۲۰۱۴ آهنگ آناکوندا را منتشر کرد. آناکوندا نام دومین آهنگ آلبوم جدید میناژ خواهد بود. موزیک ویدئوی این آهنگ نیز چند روز بعد در ۱۹ اوت منتشر شد. بر طبق گزارش‌ها، در ۲۴ ساعت ابتدای انتشار، موزیک ویدئوی آناکوندا موفق به جذب ۱۹٫۶ میلیون بازدیدکننده در سایت ویوو می‌شود که در نوع خود رکوردی بر جای می‌گذارد. پیشتر این جایگاه ازآن موزیک ویدئوی توپ مخرب از مایلی سایرس با ۱۹٫۳ میلیون بازدید در ۲۴ ساعت ابتدایی پس از انتشار بود.

## زندگی شخصی

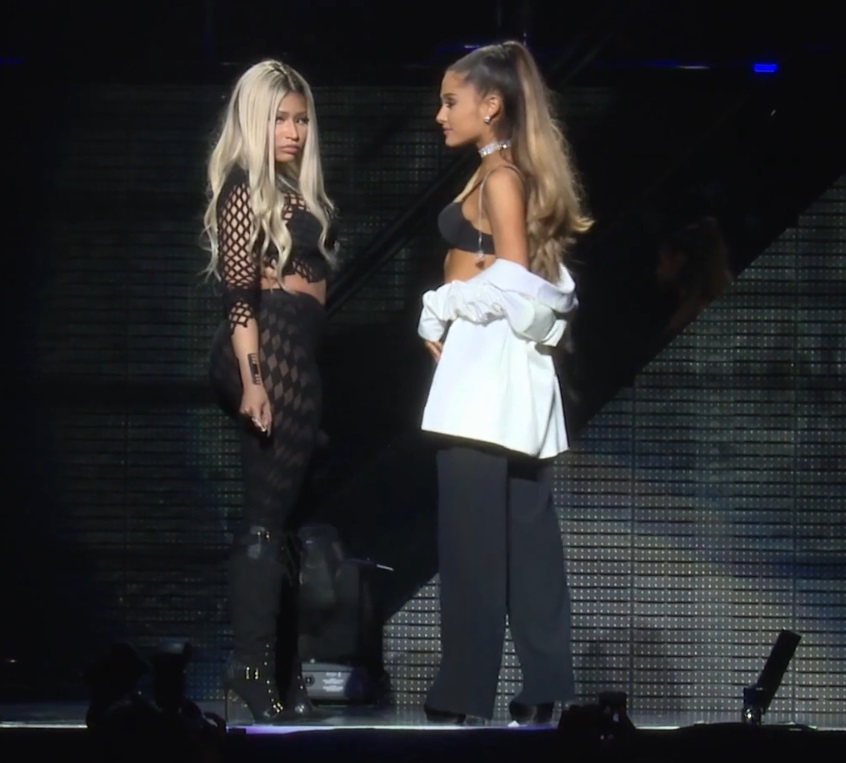
میناژ و آریانا گرانده

میناژ اولین خواننده زن رپی است که در لیست پادشاهان پول هیپ‌هاپ، که توسط مجله فوربز منتشر می‌شود قرار گرفت. وی برای اولین بار در سال ۲۰۱۱ در این لیست جای گرفت زمانی که در ماه مه ۲۰۱۰ تا می ۲۰۱۱ موفق به کسب درآمدی ۶٫۵ میلیون دلاری شد. در سال ۲۰۱۲ نیز با درآمد ۱۵٫۵ میلیون دلاری (از می ۲۰۱۱ تا می ۲۰۱۲) موفق به کسب جایگاه هشتم در این لیست شد. در سال ۲۰۱۳ و با افزایش درآمدش به ۲۹ میلیون دلار در عرض یک سال، توانست خود را به جایگاه چهارم برساند و در جدیدترین رتبه‌بندی این مجله که برای سال ۲۰۱۴ است، میناژ با درآمد ۱۴ میلیون دلاری از ژوئن ۲۰۱۳ تا ژوئن ۲۰۱۴ توانست برای بار چهارم هم در این لیست جایگاهی برای خود کسب کند. بعد از ماجرای طوفان سندی بود که میناژ مبلغ ۱۵٫۰۰۰ دلار را برای کمک به آسیب‌دیدگان طوفان اهدا کرد.
میناژ خود را مسیحی می‌داند و معتقد است از زمانی که پدرش شروع به رفتن به کلیسا کرد نجات یافت و زندگی‌اش تغییرات بسیاری کرد. در ژوئیه ۲۰۱۱ بود که یکی از اقوام میناژ را در نزدیکی خانه‌اش به قتل می‌رسانند. میناژ بعدها در آهنگی به نام «قهرمان» به وی و ماجرای قتلش اشاره می‌کند.
او در سال ۲۰۱۹ با کنت پتی نامزد کرد. و در ژوئیه سال ۲۰۲۰ در اینستاگرام خود به‌طور رسمی اعلام کرد که باردار است، و در انتظار اولین فرزندشان هستند.

## عطرها
پینک فرای‌دی (انگلیسی: Pink Friday) نخستین عطر ساخته شده توسط خواننده رپ آمریکایی نیکی میناژ است. این محصول در ۲۲ سپتامبر ۲۰۱۲ در ایالات متحده آمریکا و استرالیا منتشر شد. این عطر توسط الیزابت آردن، آی‌ان‌سی. ساخته شده‌است.
میناژ یک خط عطر دارد که برای اولین بار در سپتامبر ۲۰۱۲ راه اندازی شد. او نامزد سه جایزهٔ فی‌فی برای عطر سال، بهترین بسته‌بندی و کمپین رسانه‌ای سال شد. نسخه‌های «فلانکر پینک فرای‌دی: نسخهٔ ویژه» و «پینک فرای‌دی: نسخهٔ دلوکس» به ترتیب در آوریل و دسامبر ۲۰۱۳ منتشر شدند. چهارمین عطر او «میناجستی» در سپتامبر ۲۰۱۳ عرضه شد، و پس از آن «میناجستی: نسخهٔ عجیب و غریب» که به‌طور انحصاری برای شبکه خرید خانگی در ژوئن ۲۰۱۴ منتشر شد. پس از آن ششمین عطر او یعنی «اونیکا» عرضه شد. در سپتامبر ۲۰۱۴ یک سال بعد در سال ۲۰۱۵، میناژ «د پینک‌پرینت» را منتشر کرد، هفتمین عطر او در حمایت از سومین آلبوم استودیویی خود به همین نام است. در سال ۲۰۱۶، میناژ هشتمین عطر خود «ترینی گرل» را روانه بازار کرد. در سال ۲۰۱۸، برای حمایت از چهارمین آلبوم استودیویی خود، نهمین عطر خود را با نام «کوئین» منتشر کرد. دهمین عطر میناژ «پینک فرای‌دی ۲» خواهد بود. در آمازون و در فروشگاه‌های جی‌سی‌پنی در ۱۳ و ۲۶ دسامبر ۲۰۲۳ در حمایت از پنجمین آلبوم او به همین نام منتشر شد.

## جنجال واکسن کووید-19
در سپتامبر ۲۰۲۱، میناژ اعلام کرد که به دلیل نیاز به واکسن کووید-۱۹ در مراسم مت گالا ۲۰۲۱ شرکت نخواهد کرد. او اظهار داشت که پس از ابتلای خود به ویروس و در نتیجه قرنطینه شدن از پسرش، از حضور در انظار عمومی و مسافرت پرهیز کرده است. او چندین توییت در مورد وضعیت واکسینه نشده خود به اشتراک گذاشت و ادعا کرد که می‌خواهد تحقیقات بیشتری انجام دهد و ابتدا با تصمیم خود راحت باشد. او در توییتی ادعا کرد که دوست پسر عمویش در ترینیداد به دلیل تزریق واکسن دچار تورم بیضه شده و ناتوان شده است. این توییت‌ها با واکنش‌هایی مواجه شدند که داستان او درباره دوست پسر عمویش موضوع جوک‌ها و میم‌ها شد. ترنس دیالسینگ وزیر بهداشت ترینیداد و توباگو اعلام کرد که ادعاهای او نادرست است و چنین گزارشی وجود ندارد.
مدت کوتاهی پس از آن، میناژ به افراد دیگر توصیه کرد واکسن را دریافت کنند و یک نظرسنجی توییتری در مورد مارک های واکسن کووید-۱۹ راه اندازی کنند. او توییت کرد که مطمئن بود خودش به خاطر تور واکسینه می‌شود. کاخ سفید به او پیشنهاد تماس تلفنی با یک پزشک برای پاسخ به سؤالات مربوط به ایمنی واکسن را داد. در پاسخ زنده اینستاگرام دو روز بعد، او ادعا کرد که به سادگی سؤال می‌پرسد و هیچ واقعیتی در مورد واکسن ارائه نکرده است. میناژ مدعی شد که خبرنگاران خانواده او را برای یک داستان مورد آزار و اذیت قرار داده‌اند، با به اشتراک گذاشتن برخی پیام های متنی که او ادعا می کند در رسانه های اجتماعی مورد آزار و اذیت قرار گرفته است. در ماه مهٔ ۲۰۲۲، اولیویا تروفو-ونگ از د کات ادعا کرد که میناژ واکسینه شده است، زیرا برای شرکت در مراسم مت گالا ۲۰۲۲ (که میناژ در آن شرکت کرد) نیاز به اثبات واکسیناسیون و آزمایش منفی کووید-۱۹ پی‌سی‌آر دارد.

## دیسکوگرافی

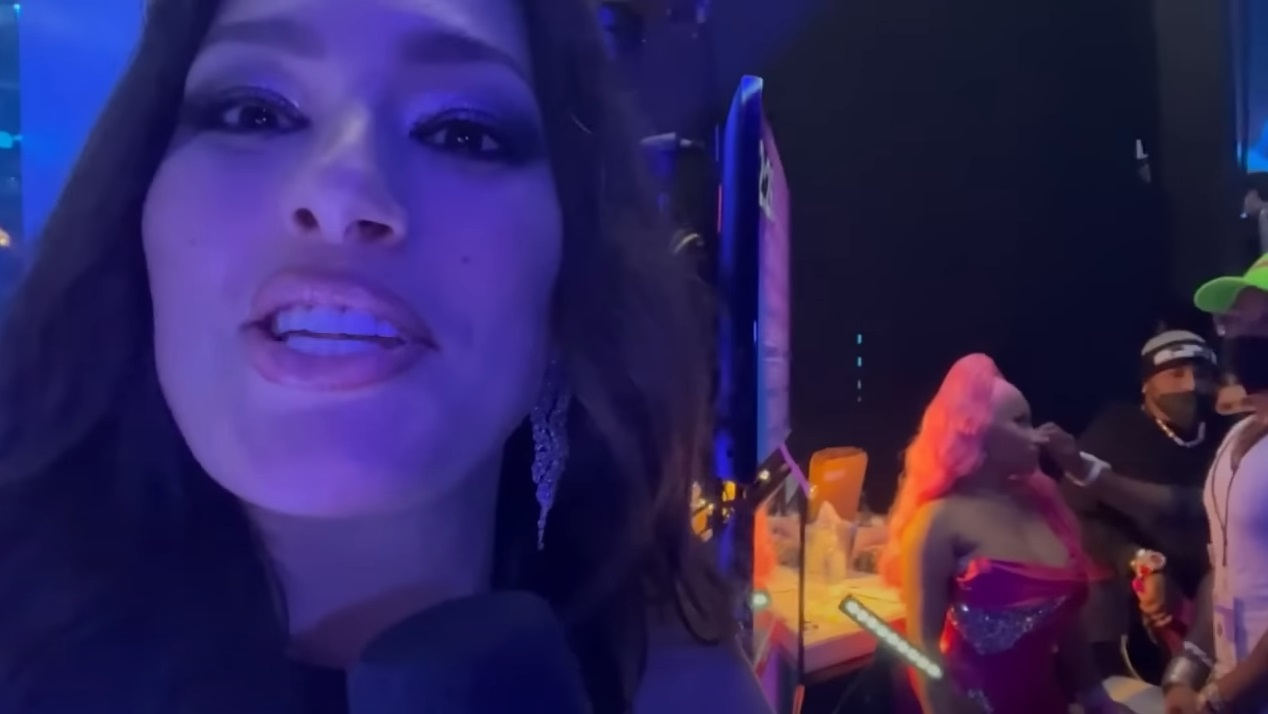
اشلی گراهام و میناژ در پشت صحنهٔ وی‌ام‌ای در سال ۲۰۲۲

- جمعۀ صورتی (۲۰۱۰)
- جمعۀ صورتی: نسخۀ جدید رومن (۲۰۱۲)
- د پینک‌پرینت (۲۰۱۴)
- ملکه (۲۰۱۸)
- جمعهٔ صورتی ۲ (۲۰۲۳)

## فیلم‌شناسی
- عصر یخبندان: رانش قاره‌ای (۲۰۱۲)
- زن دیگر (۲۰۱۴)
- آرایشگاه: اصلاح بعدی (۲۰۱۶)
- فیلم پرندگان خشمگین ۲ (۲۰۱۹)